# San Joaquin Hills
San Joaquin Hills é uma antiga Região censo-designada localizada no estado americano da Califórnia, no Condado de Orange.

## Demografia
Segundo o censo americano de 2000, a sua população era de 2959 habitantes.

## Geografia
De acordo com o United States Census Bureau tem uma área de 3,5 km², dos quais 3,2 km² cobertos por terra e 0,3 km² cobertos por água.

## Localidades na vizinhança
O diagrama seguinte representa as localidades num raio de 16 km ao redor de San Joaquin Hills.